# Sebastian Friis Aagerup
Sebastian Friis Aagerup (født 31. december 1995) er en dansk fodbolddommer, der siden 2018 har dømt kampe i den danske 1. division. Han har tidligere været dommer i 2. division.